# 西伊·格林
西胡戈·格林（英語：Sihugo Green，1933年8月20日—1980年10月4日），美国NBA联盟前职业篮球运动员。他在1956年的NBA选秀中第1轮第1顺位被罗切斯特皇家选中。